# Tor Point
Der Tor Point (englisch für Hügelspitze) ist eine Landspitze an der Nordküste Südgeorgiens. In der Cumberland West Bay markiert sie die östliche Begrenzung der Einfahrt zum Jason Harbour.
Ihr deskriptiver Name ist erstmals auf einer Seekarte der britischen Admiralität aus dem Jahr 1930 zu finden.